# Kačkanar
Kačkanar (rusky Качканар) je město ve Sverdlovské oblasti v Ruské federaci. Při sčítání lidu v roce 2010 mělo přes čtyřicet tisíc obyvatel.

## Poloha
Kačkanar leží na říčce Vyje, přítoku Tury, jen několik kilometrů východně od rozvodí procházejícího po hřebeni Středního Uralu. Od Jekatěrinburgu, správního střediska celé oblasti, je vzdálen přibližně dvě stě kilometrů na sever.

### Doprava
V Kačkanaru končí 45 kilometrů dlouhá lokální trať, která se na jihu nedaleko Kušvy připojuje na hlavní trať z Permu přes Nižnij Tagil do Jekatěrinburgu.
V samotném Kačkanaru fungovala v letech 1972–1985 trolejbusová doprava zajišťovaná trolejbusy ZiU-5.

## Dějiny
Stejnojmennou horu, bohatou na ložiska železné rudy a ležící severozápadně od dnešního města, zmínil už v 70. letech 18. století ve svém díle „Putování po různých provinciích Ruska“ (rusky „Путешествие по разным провинциям Российского Государства“) německý přírodovědec Peter Simon Pallas. V roce 1957 začalo na jejím úpatí vznikat hornické sídlo, které už v roce 1959 získalo status sídla městského typu a v roce 1968 se stalo městem.